# Монтемор-у-Нову
Монтемо́р-у-Но́ву (порт. Montemor-o-Novo; [mõtɨ'mɔɾ u 'novu]) — город в Португалии, центр одноимённого муниципалитета округа Эвора. Численность населения — 12 тыс. жителей (город), 18,5 тыс. жителей (муниципалитет). Город и муниципалитет входит в регион Алентежу и субрегион Алентежу-Сентрал. По старому административному делению входил в провинцию Алту-Алентежу.

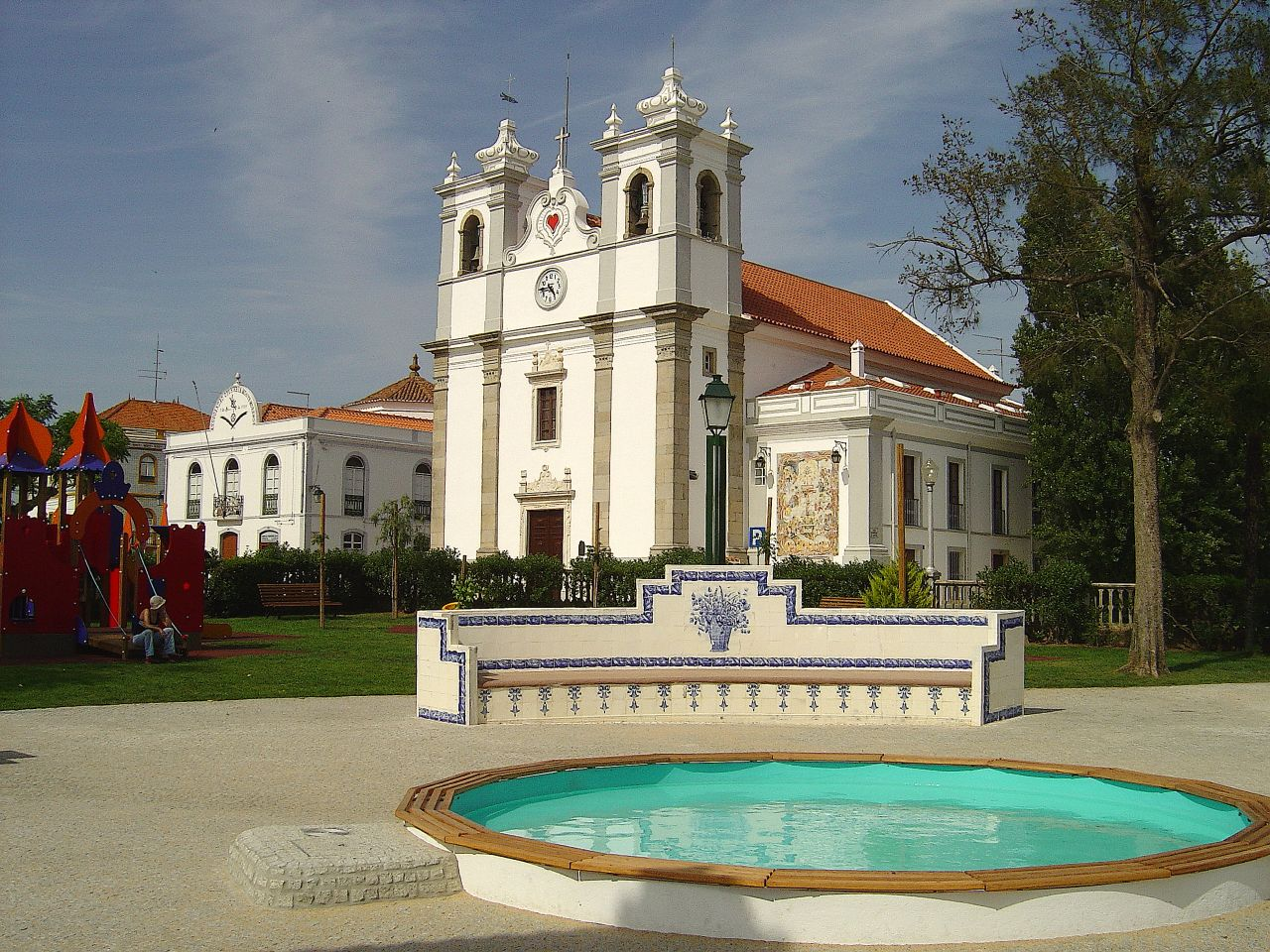
Вид города

## Расположение
Город расположен в 30 км северо-западнее города Эвора на автотрассе Лиссабон — Мадрид. Через город протекает речка Канья, входящая в бассейн реки Рая.
Расстояние до:
- Лиссабон — 80 км
- Эвора — 29 км
- Порталегре — 98 км
- Сантарен — 77 км
- Сетубал — 60 км
- Бежа — 78 км

Муниципалитет граничит:
- на севере — муниципалитет Коруше
- на востоке — муниципалитеты Аррайолуш и Эвора
- на юге — муниципалитеты Виана-ду-Алентежу и Алкасер-ду-Сал
- на западе — муниципалитеты Вендаш-Новаш и Монтижу

## Население
| Население муниципалитета Монтемор-у-Нову (1801—2004) | Население муниципалитета Монтемор-у-Нову (1801—2004) | Население муниципалитета Монтемор-у-Нову (1801—2004) | Население муниципалитета Монтемор-у-Нову (1801—2004) | Население муниципалитета Монтемор-у-Нову (1801—2004) | Население муниципалитета Монтемор-у-Нову (1801—2004) | Население муниципалитета Монтемор-у-Нову (1801—2004) | Население муниципалитета Монтемор-у-Нову (1801—2004) | Население муниципалитета Монтемор-у-Нову (1801—2004) |
| ---------------------------------------------------- | ---------------------------------------------------- | ---------------------------------------------------- | ---------------------------------------------------- | ---------------------------------------------------- | ---------------------------------------------------- | ---------------------------------------------------- | ---------------------------------------------------- | ---------------------------------------------------- |
| 1801                                                 | 1849                                                 | 1900                                                 | 1930                                                 | 1960                                                 | 1981                                                 | 1991                                                 | 2001                                                 | 2004                                                 |
| 8027                                                 | 9614                                                 | 16 601                                               | 29 005                                               | 37 328                                               | 20 210                                               | 18 632                                               | 18 578                                               | 18 540                                               |

## История
Город основан в 1203 году.
Именно здесь родился Иоанн Божий.

## Достопримечательности
- Монастырь Сан-Жуан-де-Деуш
- Церковь Мисерикордия
- Монастырь Сан-Домингу с археологическим музеем
- Монастырь Саудасан
- Крепость Монтемор-у-Нову
- Городской парк

## Фотогалерея

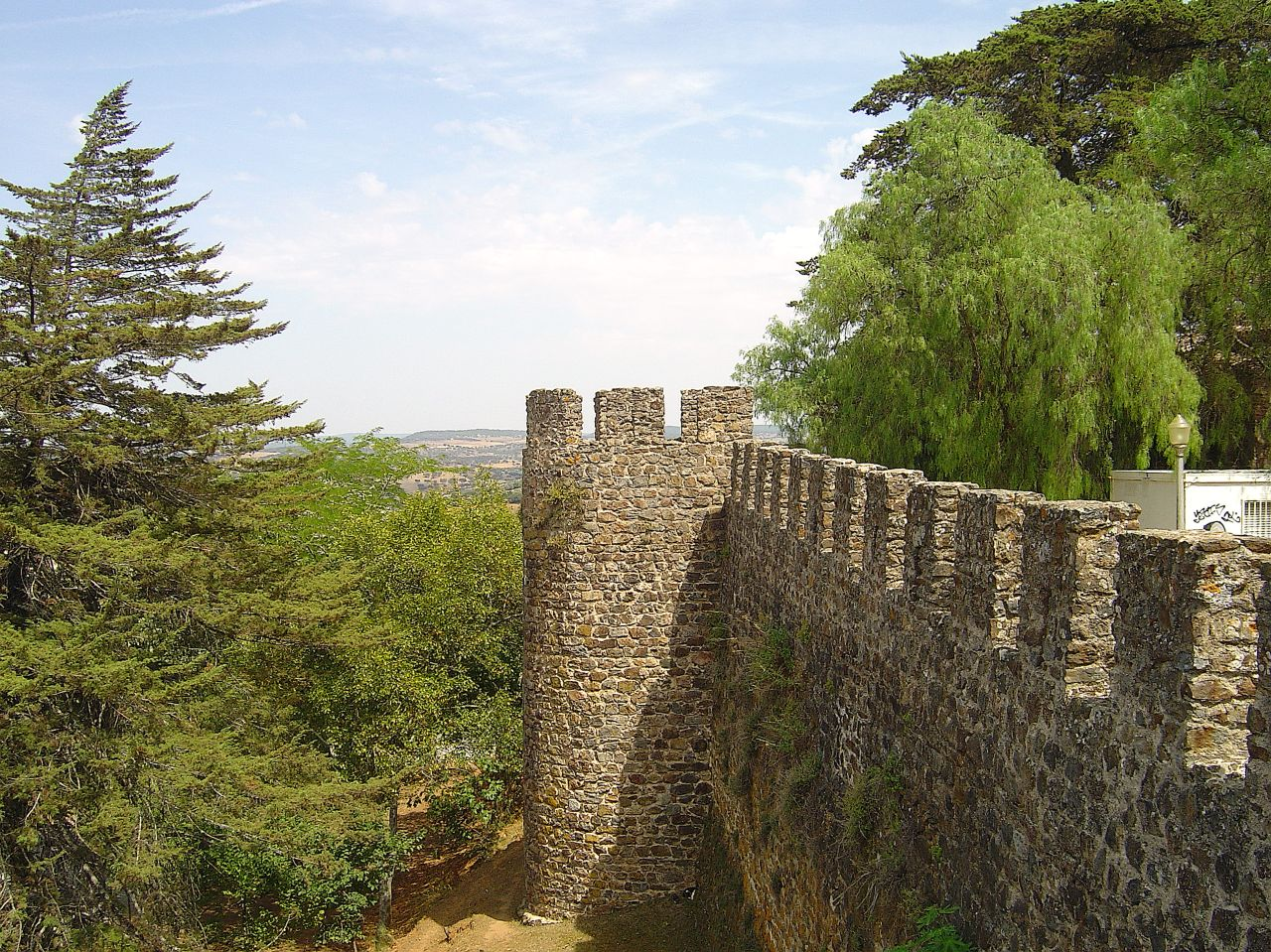
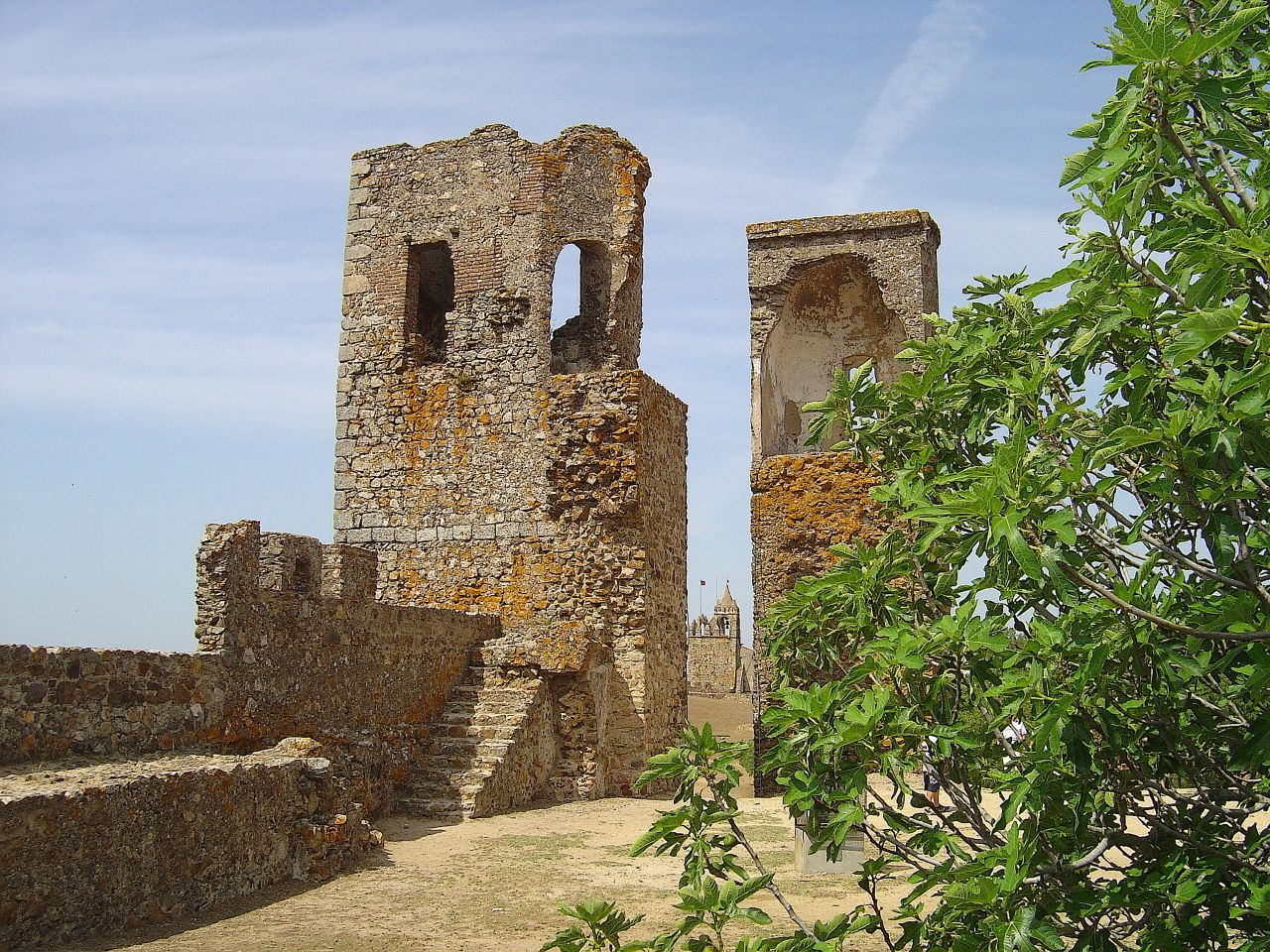
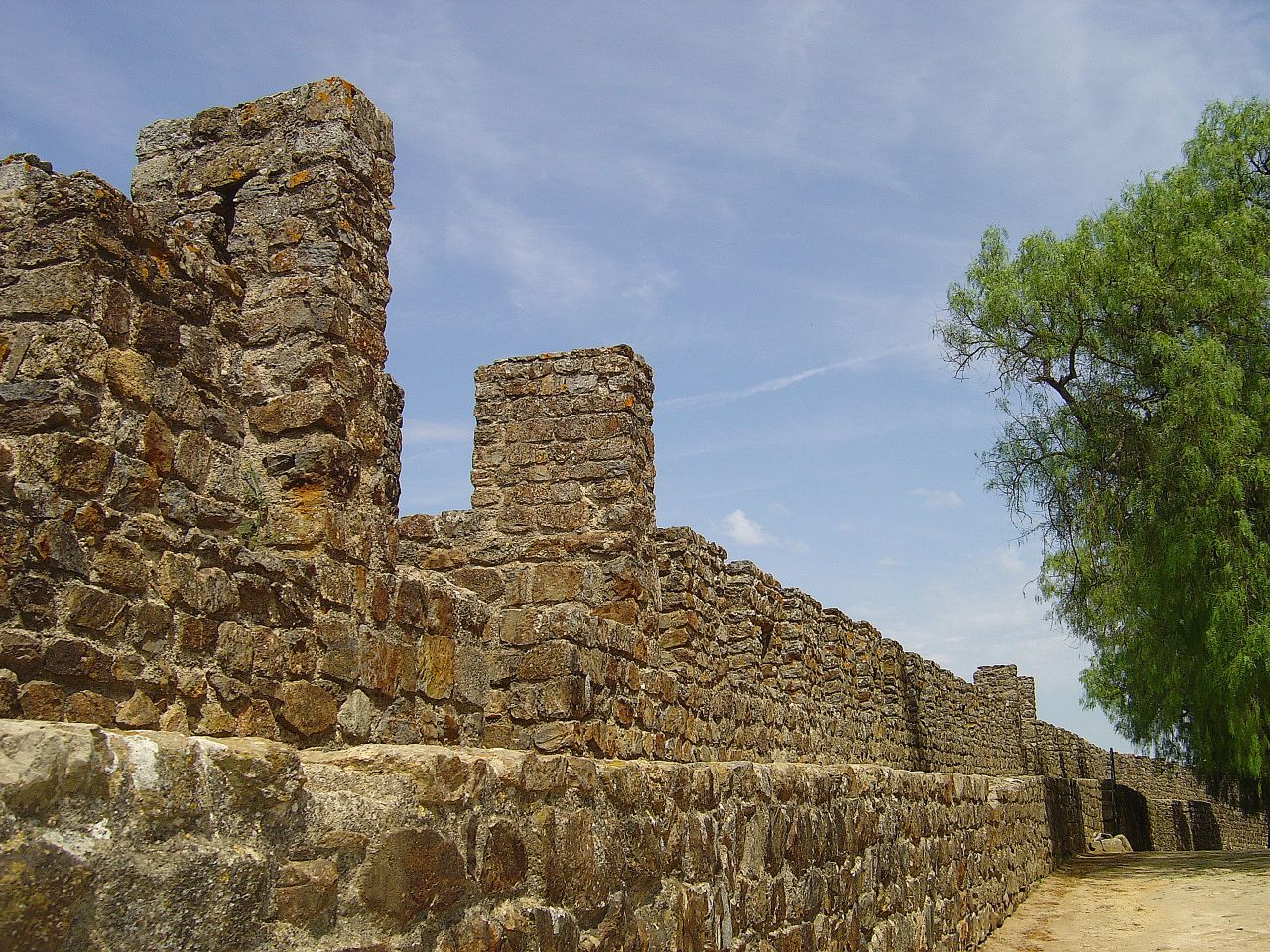
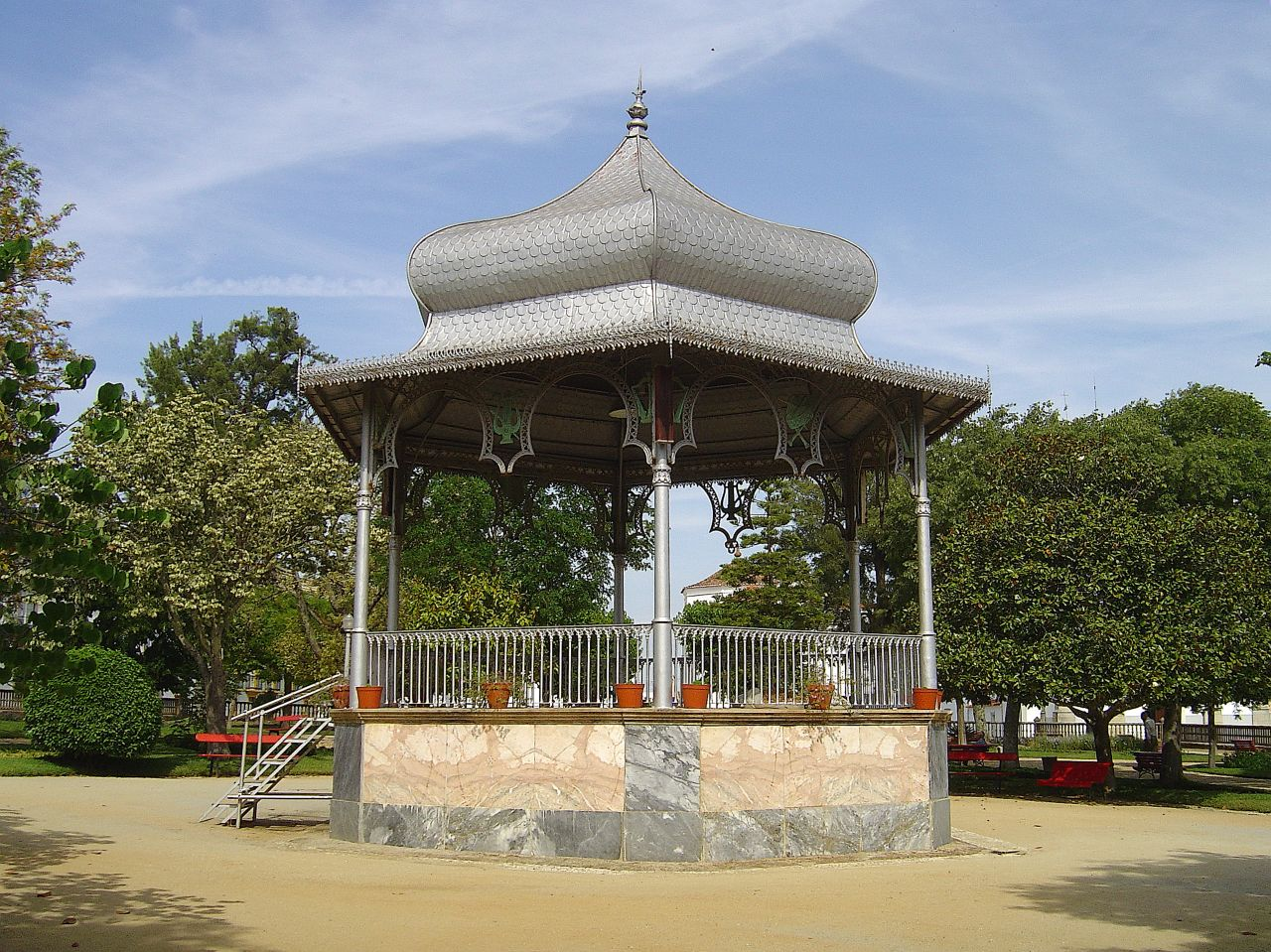

## Районы
| Фрегезии (районы) муниципалитета Монтемор-у-Нову | Фрегезии (районы) муниципалитета Монтемор-у-Нову | Фрегезии (районы) муниципалитета Монтемор-у-Нову | Фрегезии (районы) муниципалитета Монтемор-у-Нову | Фрегезии (районы) муниципалитета Монтемор-у-Нову | Фрегезии (районы) муниципалитета Монтемор-у-Нову | Фрегезии (районы) муниципалитета Монтемор-у-Нову |
| ------------------------------------------------ | ------------------------------------------------ | ------------------------------------------------ | ------------------------------------------------ | ------------------------------------------------ | ------------------------------------------------ | ------------------------------------------------ |
| №                                                | Наименование                                     | Оригинальное наименование                        | Кол-во жителей чел.(2001)                        | Территория км²                                   | Плотность чел./км²                               | Почтовый индекс                                  |
| 1                                                | Кабрела                                          | Cabrela                                          | 703                                              | 194,84                                           | 3,61                                             | 7050-000 CABRELA                                 |
| 2                                                | Кортисадаш                                       | Cortiçadas                                       | 995                                              | 100,19                                           | 9,93                                             | 7050-000 CORTICADAS DS LAVRE                     |
| 3                                                | Лавре                                            | Lavre                                            | 887                                              | 116,40                                           | 7,62                                             | 7050-000 LAVRE                                   |
| 4                                                | Носса-Сеньора-да-Вила                            | Nossa Senhora da Vila                            | 5629                                             | 185,95                                           | 30,27                                            | 7050-000 MONTEMOR-O-NOVO                         |
| 5                                                | Носса-Сеньора-ду-Бишпу                           | Nossa Senhora do Bispo                           | 5411                                             | 124,52                                           | 43,45                                            | 7050-355 Montemor-o-Novo                         |
| 6                                                | Сан-Криштован                                    | São Cristóvão                                    | 754                                              | 145,33                                           | 5,19                                             | 7050-000 SAO CRISTOVAO                           |
| 7                                                | Сантьягу-ду-Эшкорал                              | Santiago do Escoural                             | 1659                                             | 138,93                                           | 11,94                                            | 7050-000 SANTIAGO DO ESCOURAL                    |
| 8                                                | Сиборру                                          | Ciborro                                          | 841                                              | 56,31                                            | 14,94                                            | 7050-000 CIBORRO                                 |
| 9                                                | Силвейраш                                        | Silveiras                                        | 634                                              | 102,58                                           | 6,18                                             | 7050-000 SILVEIRAS                               |
| 10                                               | Форуш-де-Вале-де-Фигейра                         | Foros de Vale de Figueira                        | 1065                                             | 67,05                                            | 15,88                                            | 7050-000 FOROS DE VALE DE FIGUEIRA               |